# Eriocaulon athertonense
Eriocaulon athertonense là một loài thực vật có hoa trong họ Cỏ dùi trống. Loài này được G.J.Leach mô tả khoa học đầu tiên năm 2000.